# Димитър Гюрев
Димитър Валентинов Гюрев е български икономист и политик от партия „Възраждане“. Народен представител в XLIX народно събрание.

## Биография
Димитър Гюрев е роден на 27 септември 1988 г. в град Асеновград, Народна република България.

## Политическа дейност
На парламентарните избори през 2023 г. е кандидат за народен представител от листата на партия „Възраждане“, 3-ти в 17 МИР Пловдив (област). Избран е за народен представител от същия многомандателен избирателен район, след като мястото е освободено от Стоян Таслаков, който решава да е народен представител от 13 МИР Пазарджик, където също е кандидат.